# Valeria Zalaquett
Valeria Francisca Zalaquett Fuentealba es una fotógrafa y retratista chilena que ha incursionado principalmente en el arte contemporáneo y el arte digital.

## Vida y obra
Es licenciada en filosofía en la Pontificia Universidad Católica de Chile, institución donde también realizó cursos de fotografía y realización de documentales; además, complementó su formación con un máster en Artes Digitales en la Universidad Pompeu Fabra en Barcelona.
En su trabajo se aprecia una fusión entre la fotografía y la plástica a través del fotomontaje y el uso de la fotografía en blanco y negro «a través de composiciones que entrelazan diversos estratos de formas y texturas, recogiendo los nuevos recursos tecnológicos para plasmar un lenguaje propio». De acuerdo al crítico de arte Waldemar Sommer, Valeria «utiliza la fotografía como pintura»; en particular, se observa «la mezcla de imágenes, llegando a un punto en que estas parecen más bien pinturas. Interviene sus fotos digitalmente, tal como si fueran capas de pinturas».
Exposiciones y distinciones
Ha participado en varias exposiciones individuales y colectivas durante su carrera, entre ellas en el ArteBA de Buenos Aires (2008), Digital Media Festival (2011) de Toronto y las muestras Water (2004) en la Bienal de Fotografía de Ámsterdam, Paisaje, Figura Humana, Bodegón: Una revisión a la Fotografía Chilena Contemporánea (2006) en el Museo Nacional de Bellas Artes de Chile y Video "8 tries, Parrilla (2005) en el Centro Cultural Matucana 100, entre otras exposiciones en Chile, América Latina y Europa.
El año 1997 recibió el Premio APES por su trabajo de diseño de iluminación para la obra Sexo, Drogas y Rock & Roll.